# Norman Percy Allen
Norman Percy Allen CB, FRS (Wrexham, País de Gales, 5 de junho de 1903 – 23 de fevereiro de 1972) foi um metalurgista britânico.

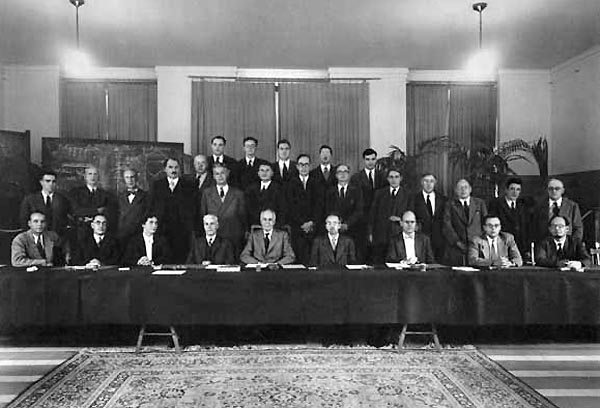
Conferência de Solvay sobre física em Bruxelas, 1951. Da esquerda para a direita, sentados: Crussaro, Norman Percy Allen, Yvette Cauchois, Borelius, William Lawrence Bragg, Christian Møller, Sietz, John Herbert Hollomon, Frank; fila do meio: Gerhart Rathenau,^{(nl)} Koster, Erik Rudberg,^{(sv)}, Flamache, Goche, Groven, Egon Orowan, Jan Burgers, William Bradford Shockley, André Guinier, C.S. Smith, Ulrich Dehlinger, Laval, Émile Henriot; fila superior: Gaspart, Lomer, Alan Cottrell, Georges Homes, Hubert Curien

## Formação
Filho do contador Sidney Edward Allen, foi educado na Grammar School de Burton-on-Trent Boys e na Universidade de Sheffield, onde obteve um diploma com honra em metalurgia.

## Carreira
Permaneceu em Sheffield para realizar pesquisas em ligas de cobre, e em 1925 mudou-se para a Universidade de Swansea para trabalhar por três anos sobre a porosidade do cobre e de ligas de cobre, mudando novamente em 1929 para a Universidade de Birmingham para continuar o trabalho. Obteve um D.Sc. pela Universidade de Birmingham em 1934.
Em 1933 deixou a universidade para ingressar na Mond Nickel Company em seu laboratório de pesquisa em Birmingham, sob o comando de Leonard Bessemer Pfeil, onde permaneceu até 1945. Durante esse tempo trabalhou no desenvolvimento de materiais à base de níquel de alta liga Nimonic com alta resistência mecânica e alta resistência à oxidação a temperaturas elevadas, que desempenharam um papel fundamental no uso de tais ligas nos novos motores a jato.
Em 1945 ingressou no Laboratório Nacional de Física (NPL) como Superintendente da Divisão de Metalurgia, onde permaneceu até sua aposentadoria em 1959. Um grande projeto lá era voltado ao desenvolvimento de supercondutores, sua fabricação, uso e desenvolvimento contínuo. Outros projetos envolveram o desenvolvimento de métodos físicos de análise, como análise espectrográfica, cromatografia, colorimetria, fluorescência de raios X e espectrometria de absorção. Em 1966 foi nomeado vice-diretor do NPL.

## Honrarias e premiações
Foi eleito membro da Royal Society em 1956 e eleito presidente da Institution of Metallurgists em 1961/1962. Foi investido na Ordem do Banho como Companheiro (CB) em 1966.